# Lake Margaret Tram
| Lake Margaret Tram | Lake Margaret Tram  |
| ------------------ | ------------------- |
| Riley Schienenbus  |                     |
| Streckenlänge:     | 11,25 km            |
| Spurweite:         | 610 mm (2-Fuß-Spur) |
|                    |                     |

Die Lake Margaret Tram oder Howard’s Plains Tram war eine Schmalspurbahn auf der Westseite des Mount Sedgwick in der West Coast Range an der Westküste von Tasmanien, die von der Mount Lyell Mining and Railway Company für die Bevölkerung von Lake Margaret gebaut und betrieben wurde. Lake Margaret war damals nicht an das Straßennetz angeschlossen.

## Bau
Als die Bäume um Queenstown um 1903 weitgehend abgeholzt waren, zogen die Holzfäller nach Howards Plain’s auf der Hochebene im Nordwesten von Queenstown. Da der Zufahrt zum Plateau steil war, wurde eine Standseilbahn mit Gewichtsausgleich und einer Spurweite von 610 mm (2 Fuß) gebaut. Von der Bergstation der Steilstrecke wurde eine Schmalspurbahn verlegt, die schrittweise auf eine Länge von etwa 7,25 Kilometern (4¼ Meilen) in Richtung Lake Margaret verlängert wurde.
Ab dem 19. August 1912 wurde am Lake Margaret ein Wasserkraftwerk gebaut. Die Schmalspurbahn wurde hierfür über eine Strecke mit Spitzkehren von 7,25 Kilometern (4¼ Meilen) auf 11,25 Kilometer (7 Meilen) bis zum Kraftwerk verlängert.
Nach der Fertigstellung des Kraftwerks am 28. November 1914 wurde die Schmalspurbahn weiterhin für den Güter- und Personenverkehr eingesetzt, insbesondere zum Brennholztransport für die in der abgelegenen Siedlung lebenden Mitarbeiter und deren Familien. Ein zweites Kraftwerk wurde 1931 etwa 1,6 Kilometer (1 Meile) unterhalb des ersten Kraftwerks gebaut und war auch mit der Schmalspurbahn verbunden.

## Streckenverkürzung
Die Endstation der Strecke wurde 1937 von der Bergstation der Standseilbahn bis zur neuen Straße von Queenstown nach Strahan verlegt, da die Standseilbahn seit der Inbetriebnahme der Straße nicht mehr benötigt wurde. Nach der Fertigstellung der Straße nach Zeehan 1941 wurde die Strecke nochmals verkürzt.

## Schienenfahrzeuge

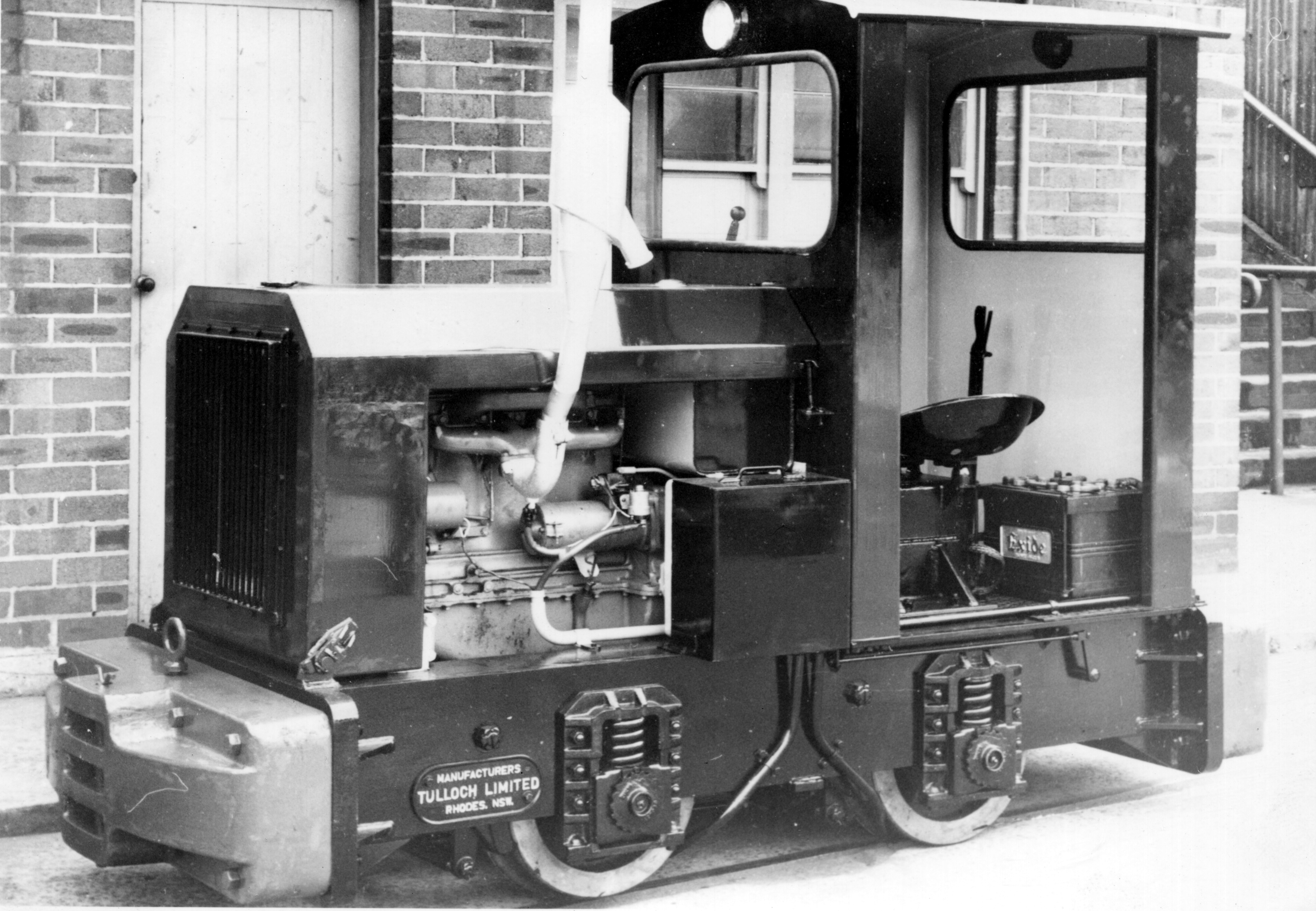
Tulloch-Diesellokomotive

Anfangs wurde die Schmalspurbahn von Krauss-Lokomotiven betrieben, in späteren Jahren wurde eine Alfa Romeo Benzinlokomotive eingesetzt. Mehrere Triebwagen wurden auf der Strecke eingesetzt, einschließlich eines Riley und später eines Vauxhall.
Im Jahr 1959 erwarb die Mount Lyell Mining and Railway Company zwei Schmalspur-Diesel-Rangierlokomotiven, die bei Tulloch Limited aus Rhodes, New South Wales, hergestellt worden waren. Diese waren eigentlich für das werkseigene oberirdische Schmalspurbahnnetz vorgesehen. Sie wurden mit einem Fordson Vierzylindermotor mit 40 PS angetrieben. Eine der Lokomotiven wurde auf der Lake Margaret Tram eingesetzt. Sie wog 4,5 Tonnen.

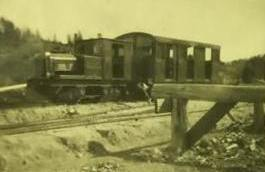
Diesellokomotive
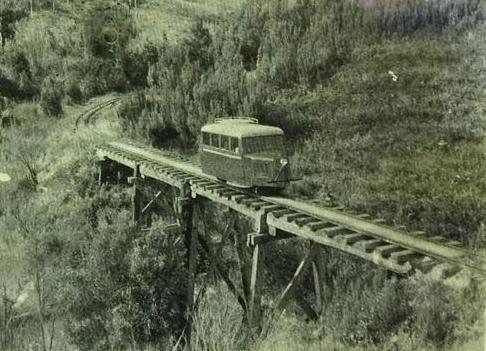
Vauxhall-Schienenbus (Baujahr 1938) auf der Trestle-Brücke, 1963
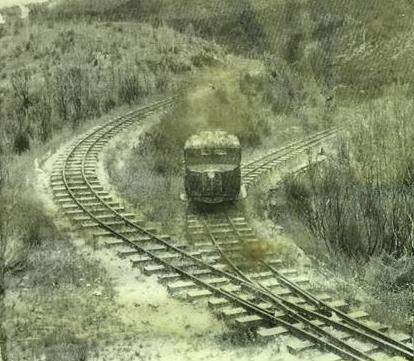
Vauxhall-Schienenbus an der Spitzkehre, 1963
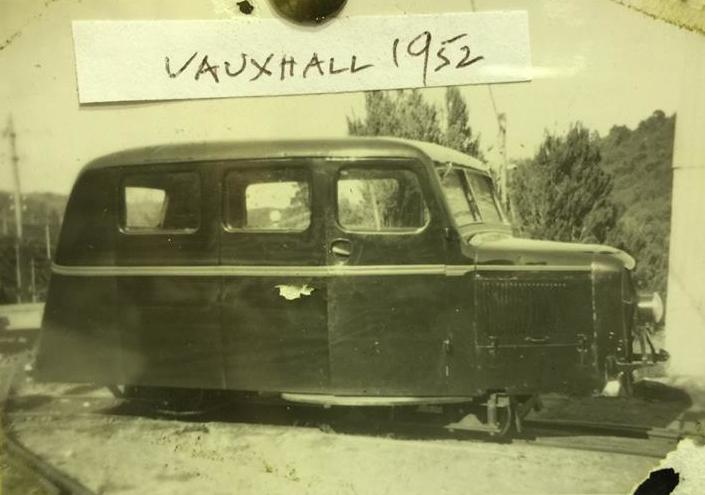
Vauxhall-Schienenbus, 1952
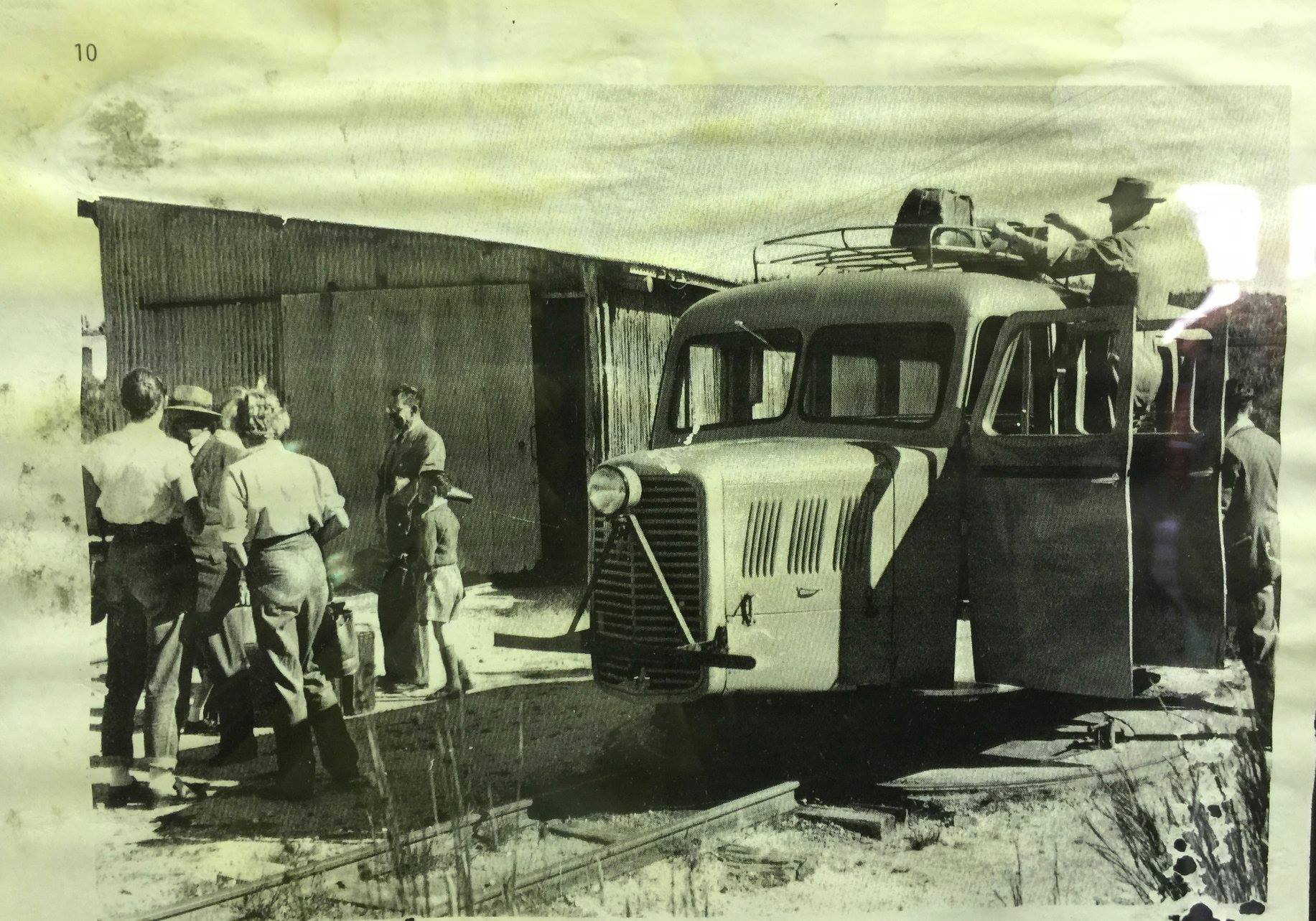
Vauxhall Schienenbus an einer Haltestelle

## Schließung
Bis 1964 eine Straße zum Kraftwerk und zur Siedlung gebaut wurde, war die Lake Margaret Tram die einzige Verbindung nach Lake Margaret. Danach wurde die Tram stillgelegt. Nachdem die Gleise der Schmalspurbahn abgebaut worden waren, wurde ein Teil der Trasse als Wanderweg für die Öffentlichkeit zugänglich gemacht.